# Джони Фа
«Джони Фа» или «Графиня-цыганка» (англ. The Gypsy Laddie; Child 200, Roud 1) — шотландская народная баллада, также имевшая хождение на севере Англии, очень популярная в песенном формате. Впервые была опубликована в сборнике Аллана Рэмзи The Tea-Table Miscellany в 1740 году. Фрэнсис Джеймс Чайлд в своём собрании упоминает о более чем двадцати вариантах баллады и приводит текст одиннадцати.

## Сюжет
У ворот замка появляются цыгане, которые поют. Графиня, выйдя к ним на звуки музыки, оказывается очарована ими. Она уходит с табором из замка и делит постель с цыганом по имени Джони (или Дейви) Фа (англ. Johnny Faa). Иногда он уводит её в одиночку или только со своими братьями. В большинстве вариантов лорд возвращается в замок и узнаёт, куда ушла графиня. Он снаряжает погоню. Есть версии, где он просит её вернуться, но она отказывается. В одних вариантах всех цыган убивают. В иных, наоборот, все преследователи встречают в лесу свой конец.
Героем большинства вариантов истории является вполне реальный персонаж — Джонни Фаа, глава цыганской общины в Шотландии в конце XVI — начале XVII века. В 1541 и 1609 годах выходили акты, предписывающие изгнание цыган из Шотландии под страхом смертной казни. Имя Джонни Фаа упоминается в документах начала века как одного из тех, кто отказался покинуть страну. Его приговорили к смерти, и, вероятно, повесили. Имя изгнанника стало обрастать разного рода легендами. Одна из версий баллады «Эдом О'Гордон» (англ. Edom o Gordon, Child 178) упоминает его в роли главаря налётчиков, а в одном варианте баллады «Трагедия Дугласов» (англ. Earl Brand, Child 7) это имя любовника, похитившего героиню. Во многих вариантах та, кто ушла с цыганами — это Джин Гамильтон, первая жена Джона Кеннеди, 6-го графа Кассилис.

## Русский перевод
На русский язык впервые под названием «Джони Фа» балладу перевёл А. Н. Плещеев в 1881 году. Перевод С. Я. Маршака под названием «Графиня-цыганка» был впервые опубликован в журнале «Красная новь» в 1941 году. Другой полный перевод баллады за его авторством вышел в издании 1952 года.